# Пригоди Октябрини
«Пригоди Октябрини» — радянський російський німий фільм 1924 року, ексцентрична комедія режисерів Григорія Козінцева і Леоніда Трауберга. Фільм вважається втраченим, як і багато інших ранніх російських фільмів був знищений під час пожежі на студії в 1925 році. У рейтингу зі 102-х найбільш значущих втрачених російських фільмів фільм займає 4-у сходинку.

## Сюжет
Октябрина, комсомолка-управдом, виселяє на дах непмана за злісну несплату орендної плати. Там непман відкорковує пляшку пива, з якої з'являється Кулідж Керзонович Пуанкаре. Це ім'я створено з імен антирадянських політиків того часу, яких регулярно «били» в радянській пресі, таким чином ім'я повинно символізувати втілення зла. Непман і Кулідж вирішують пограбувати Держбанк СРСР, але Октябрина заважає їх планам за допомогою товаришів комсомольців і сучасних технічних див.

## У ролях
- Зінаїда Тараховська —  Октябрина
- Євген Кумейко —  непман
- Сергій Мартінсон —  Кулідж Керзонович Пуанкаре
- Антоніо Цереп —  рекламмен
- Федір Кнорре —  від МОПРу
- Євген Кякшт —  поп
- Микола Боярчик —  двірник

## Знімальна група
- Режисери — Григорій Козінцев, Леонід Трауберг
- Сценаристи — Григорій Козінцев, Леонід Трауберг
- Оператори — Фрідріх Вериго-Даровський, Іван Фролов